# Empalot (métro de Toulouse)
Pour l’article homonyme, voir Empalot.
Empalot est une station de la ligne B du métro de Toulouse. Elle est située, dans le quartier Empalot, à côté de l'île du Ramier et du Stadium de Toulouse, dans le sud de la ville de Toulouse.

## Situation sur le réseau
Empalot est située sur la ligne B du métro de Toulouse, entre les stations Saint-Michel-Marcel-Langer au nord et Saint-Agne-SNCF à l'est.

## Histoire
Lors de son inauguration le 30 juin 2007, cette station était équipée d'un quai à 9 portes qui ne lui permettait que de recevoir des rames à 2 voitures.
En 2016, la station enregistre 1 746 213 validations. En 2018, 1 886 201 voyageurs sont entrés dans la station, ce qui en fait la 25e station la plus fréquentée sur 37 en nombre de validations.

## Services aux voyageurs

### Accès et accueil
La station se situe au cœur du quartier Empalot, le long de l'avenue Jean-Moulin, juste à côté de la mosquée Ennour. 
La station ne possède qu'une seule entrée, accessible depuis un grand bâtiment, le long de l'avenue. Elle est équipée de guichets automatiques permettant l'achat des titres de transports.

Installations
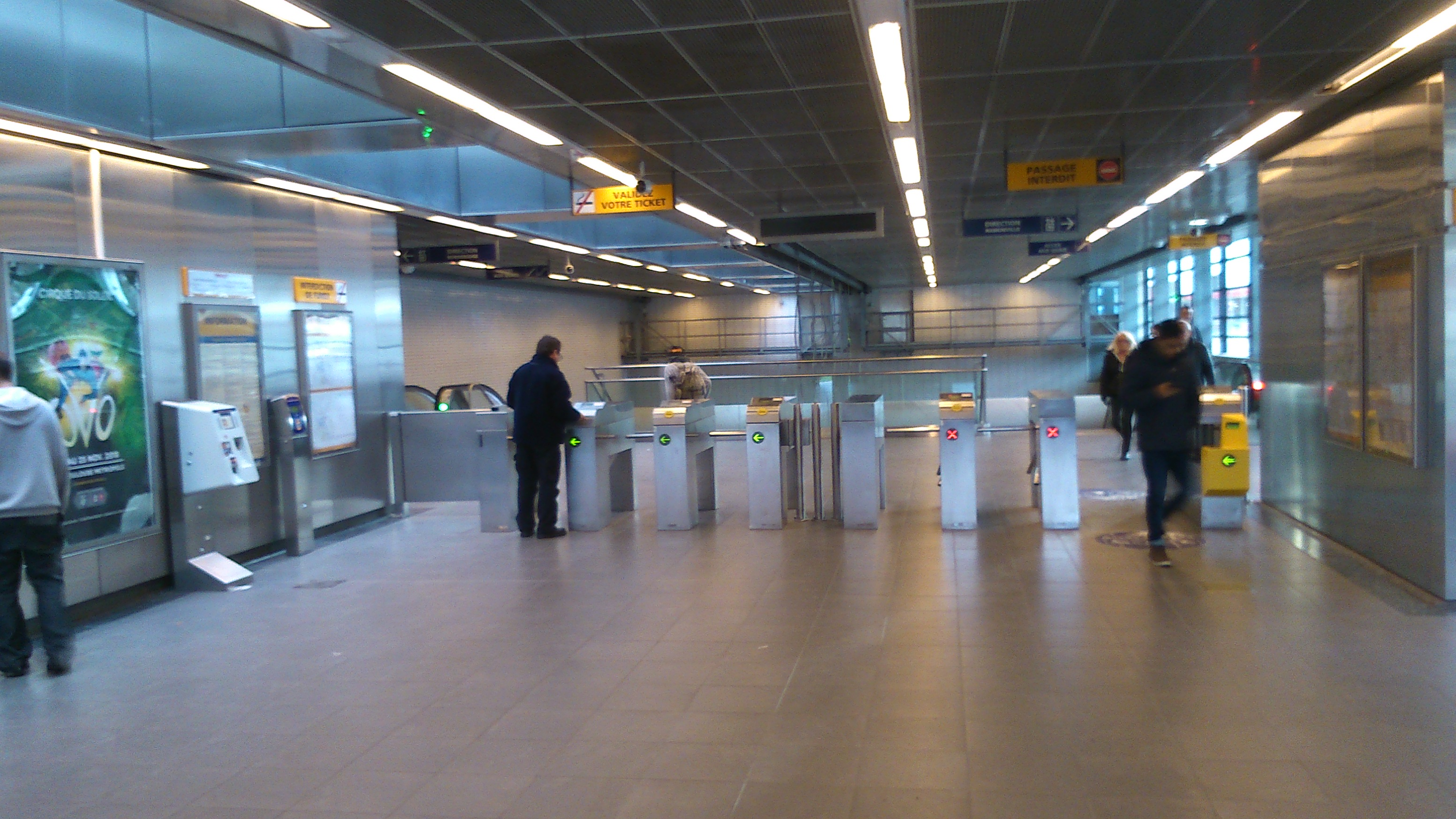
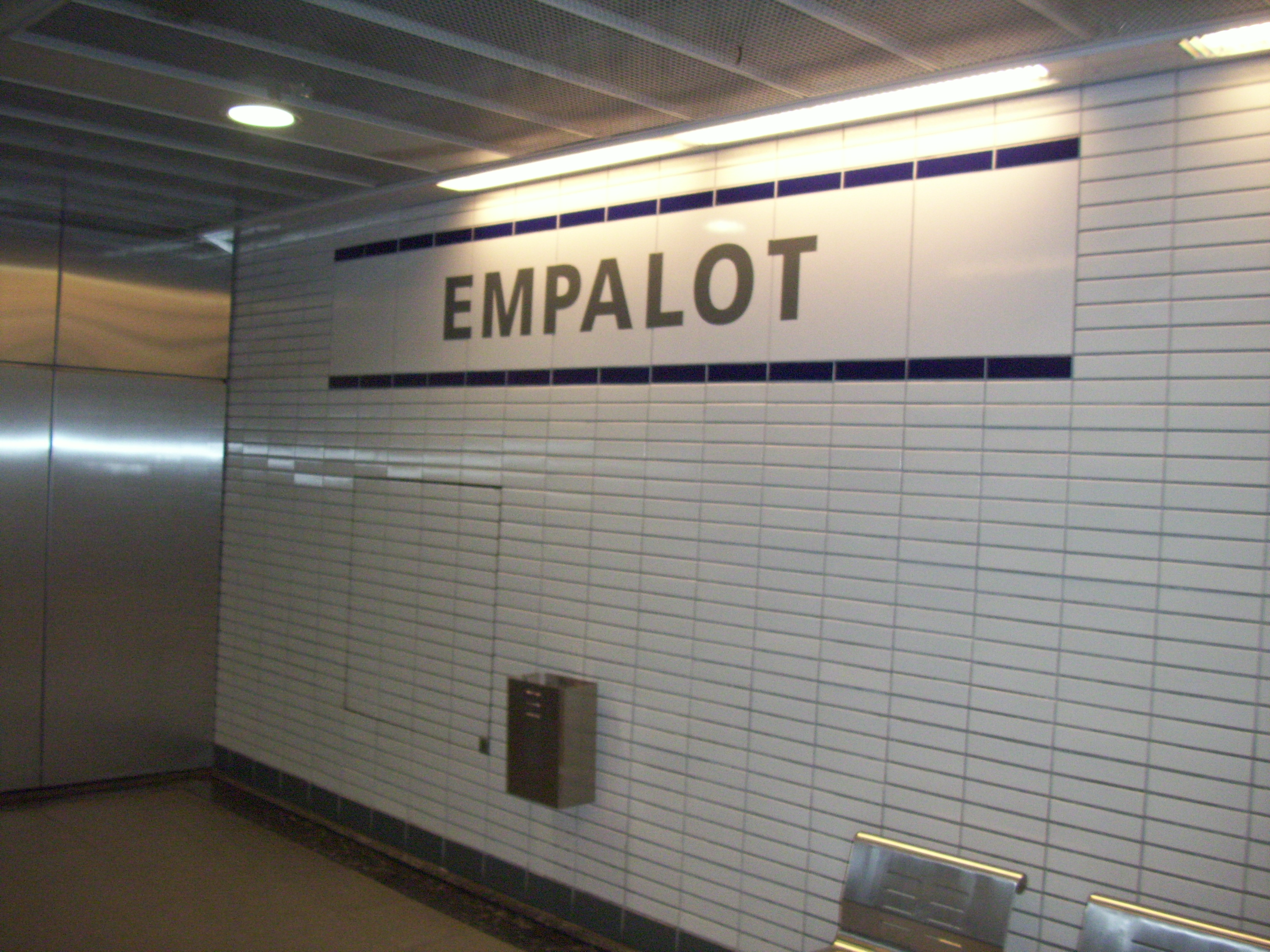

### Desserte
Comme sur le reste du métro toulousain, le premier départ des terminus (Borderouge et Ramonville) est à 5h15, le dernier départ est à 0h du dimanche au jeudi et à 3h le vendredi et samedi.

### Intermodalité
La station possède une gare bus à deux quais, de l'autre côté de l'avenue.  
Elle est desservie par les Linéo L4 , Linéo L5 ainsi que par les lignes de Bus 44, 54 et 152 du réseau Tisséo.

## L'art dans la station

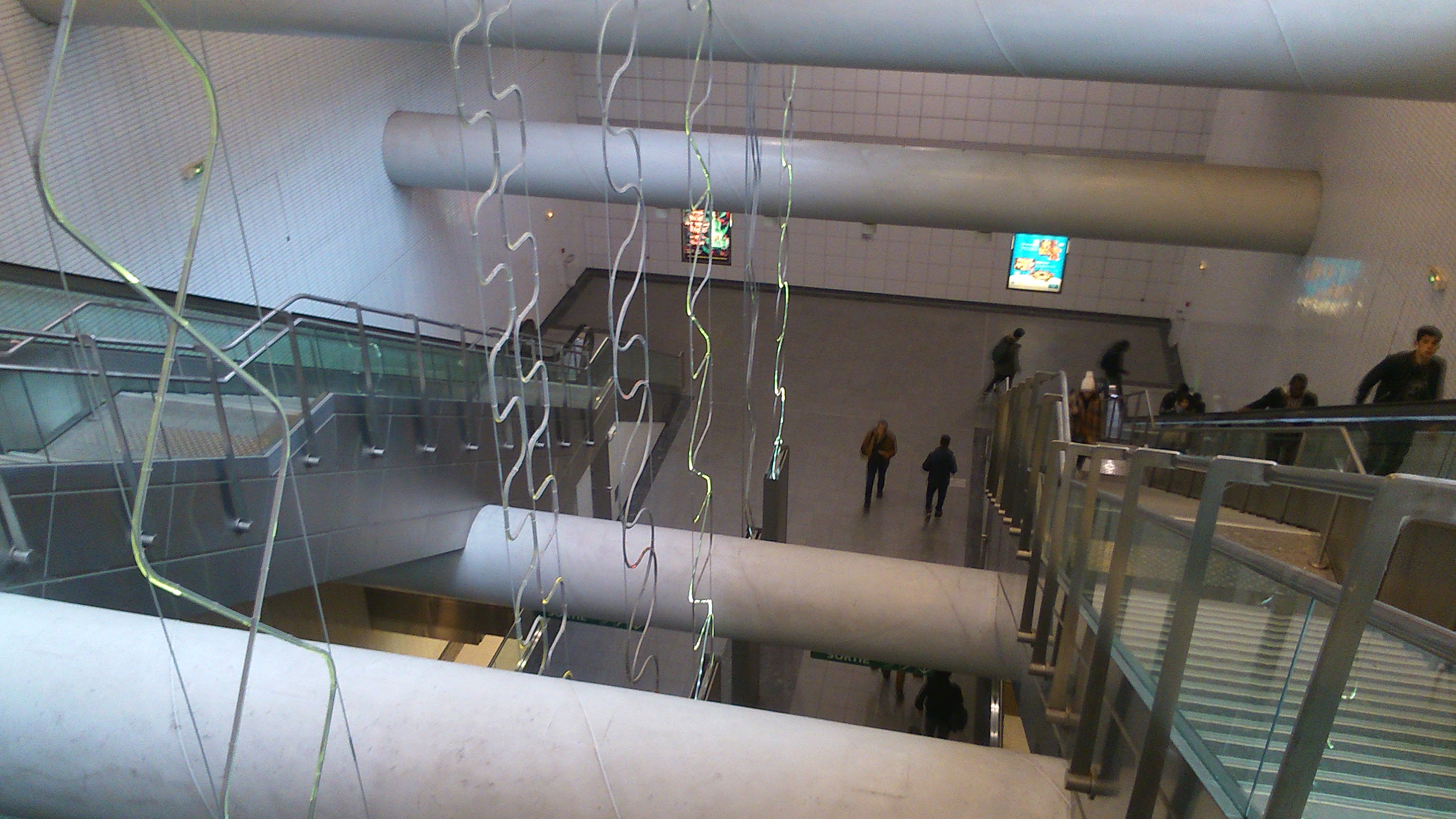
L'œuvre

Œuvre réalisée par Daniel Dezeuze. Des spirales en fibre de verre coloré sur 6 supports. L'œuvre s'intitule Échelles ADN 1,2,3,4,5,6.

### A proximité
- Casino Barrière
- Île du Ramier
- Mosquée Ennour
- Rectorat de l'Académie de Toulouse
- Station VélôToulouse no 156, 38 avenue Jean-Moulin, face débouchée rue de Cannes
- Stadium